# Canon Pellix
Canon Pellix — малоформатный однообъективный зеркальный фотоаппарат, выпускавшийся компанией Canon с 1965 года в Японии. Модель стала первой в мире серийной «зеркалкой», в которой вместо откидного использовано неподвижное полупрозрачное зеркало, разделяющее свет от объектива на две части, направляемые к фотоплёнке и в видоискатель.

## Технические особенности
Фотоаппарат «Canon Pellix» стал также первой моделью компании, оснащённой заобъективным измерением. При этом CdS фоторезистор укреплён на откидном рычаге, расположенном перед металлическими шторками фокального затвора, и опускающимся перед срабатыванием затвора. Таким образом автоматически учитывалось светопропускание полупрозрачного зеркала, отражавшего треть светового потока в пентапризменный видоискатель. Зеркало толщиной 0,02 мм изготавливалось из майлара и разделяло свет в пропорции 33:67, пропуская большую часть в кадровое окно. Принцип неподвижного зеркала, впервые реализованный в данной модели, позволил устранить ряд недостатков однообъективной схемы, таких как повышенная вибрация и затемнение видоискателя в момент съёмки. Ещё одна возможность скоростной протяжки плёнки не была реализована из-за отсутствия моторного привода. 
В то же время, шумность камеры неожиданно осталась на том же уровне, что и у традиционных «зеркалок». Неизбежное загрязнение зеркала при частой смене объективов приводило к ухудшению качества изображения, а случайное повреждение тонкой плёнки сбивало юстировку фокусировочного тракта. Кроме того, яркость видоискателя, получавшего лишь треть светового потока от объектива, была значительно ниже, чем у моделей с подвижным зеркалом. Уменьшение количества света, достигающего плёнки, выражалось в снижении эффективной светосилы объективов. Модель комплектовалась сверхсветосильными объективами 50/1,4 и 50/1,2, чтобы компенсировать этот недостаток. Измерение экспозиции происходило при диафрагме, закрытой до рабочего значения, что снижало оперативность и точность. При этом был доступен лишь частичный замер в области, совпадающей с площадью сенсора на откидном рычаге.

## Canon Pellix QL
В 1966 году базовую модель сменила модификация QL, дополненная системой упрощённой зарядки фотоплёнки. Именно это обозначает аббревиатура QL, расшифровывающаяся, как англ. Quick Loading. Ещё одним усовершенствованием стали вспомогательные контакты батарейного отсека, предназначенные для подключения приставного «бустера» встроенного экспонометра.